# Большое Чураево
Большое Чураево, Чураево — село в Кувандыкском городском округе Оренбургской области России. Проживают башкиры .

## География
Находится на левом берегу Сакмары на расстоянии примерно 18 километров по прямой на север-северо-восток от окружного центра города Кувандык.

## Климат
Климат умеренно континентальный. Времена года выражены чётко. Среднегодовая температура по району изменяется от +4,0 °C до +4,8 °C на юге. Самый холодный месяц года — январь, среднемесячная температура около −20,5…−35 °C. Атмосферных осадков за год выпадает от 300 до 450—550 мм, причём большая часть приходится на весенне-летний период (около 70 %). Снежный покров довольно устойчив, продолжительность его, в среднем, 150 дней.

## Топоним
Исходно деревня Чураева (Сураева, Салкабаева). В речи местных башкир топоним бытует в формах Сурай (у татар соответствующее имя звучит как Чурай). Добавочное определение появилось после 1911 года, когда вверх по течению Сакмары появилось деревня чураевцев, названное Малое Чураево.

## История
Упоминается в книге 1871 года как деревня Чураева (Сураева, Салкабаева)..
В местных преданиях дату основания связывают с концом XVII века или первой половиной XVIII века. По сведениям информантов деревня была основана более 300 лет тому назад.
Была в составе 1-й Усерганской волости Орского уезда Оренбургской губернии.
До 2016 года входило в Ибрагимовский сельсовет Кувандыкского района, после реорганизации этих муниципальных образований — в составе Кувандыкского городского округа.

## Население
| 2010 |
| ---- |
| 343  |

### Национальный состав
В деревне проживают представители племени удэргэн 'усерган'.
Согласно результатам переписи 2002 года, в национальной структуре населения башкиры составляли 94 % из 495 чел.

## Инфраструктура
Личное подсобное хозяйство.

## Транспорт
Доступна автотранспортом.